# 班聯
班聯（？—？），曹縣人，清朝政治人物。進士出身。
雍正五年，登進士。雍正十三年，接替戴仁行。擔任江蘇荆溪縣知縣。后由王斯恩接任。